# Stachyarrhena pedicellata
Stachyarrhena pedicellata är en måreväxtart som beskrevs av Paul Carpenter Standley. Stachyarrhena pedicellata ingår i släktet Stachyarrhena och familjen måreväxter.
Artens utbredningsområde är Colombia. Inga underarter finns listade i Catalogue of Life.